# K2-138b
K2-138b是一顆可能為超級地球的太陽系外行星，母恆星是光譜型K1V的恆星，軌道週期2日。該行星和同一個行星系統的其他4顆行星被宇宙動物園所屬系外行星搜尋計畫的公民科學家發現。它是該行星系統中最後發現的行星，並於2018年1月8日公布。
K2-138b是K2-138所屬行星中體積最小的行星，半徑為1.57R🜨，代表它可能是岩石質行星。K2-138b的軌道週期為2.35日，軌道半長軸0.0338天文單位。這代表K2-138b表面溫度可能極高，並且表面來自母恆星的輻射通量為地球的486倍。
K2-138行星系統是第一個所屬行星全部由公民科學家發現的特殊例子。